# Ixóchitl
Ixóchitl är en ort i Mexiko.   Den ligger i kommunen Xico och delstaten Veracruz, i den sydöstra delen av landet, 220 km öster om huvudstaden Mexico City. Ixóchitl ligger 1 902 meter över havet och antalet invånare är 152.
Terrängen runt Ixóchitl är kuperad åt sydost, men åt nordväst är den bergig. Runt Ixóchitl är det ganska tätbefolkat, med 166 invånare per kvadratkilometer. Närmaste större samhälle är Xalapa, 18,8 km nordost om Ixóchitl. Omgivningarna runt Ixóchitl är en mosaik av jordbruksmark och naturlig växtlighet.